# Phaecasiophora variabilis
Phaecasiophora variabilis es una especie de polilla del género Phaecasiophora, tribu Olethreutini, familia Tortricidae. Fue descrita científicamente por Walsingham en 1891.
Se distribuye por África Occidental: en Banjul, Gambia.